# Santi Cesidio e Rufino

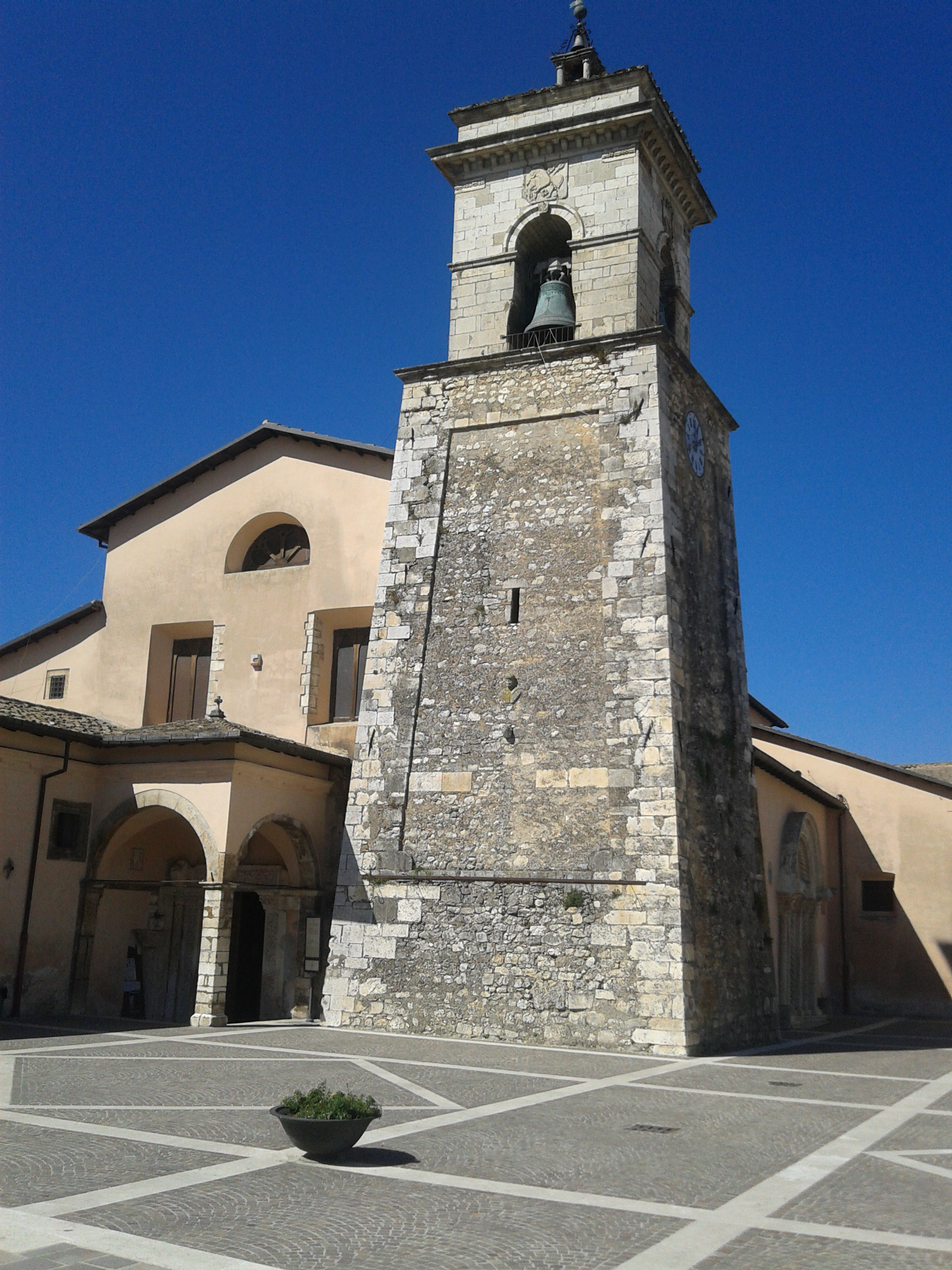
Santi Cesidio e Rufino

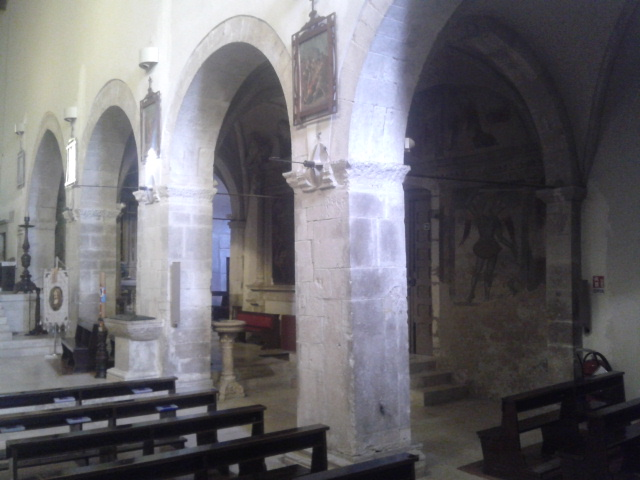
Innenraum

Die Basilika Santi Cesidio e Rufino ist eine römisch-katholische Kirche in Trasacco in den Abruzzen, Italien. Die Pfarrkirche des Bistums Avezzano trägt den Titel einer Basilica minor. Das Baudenkmal stammt aus dem 13. Jahrhundert.

## Geschichte
Der Überlieferung nach wurde die Basilika auf den Überresten des ehemaligen kaiserlichen Palastes von Claudius errichtet. Bischof Rufinus von Assisi begann um 237 mit dem Bau der Kirche und vertraute sie seinem Sohn Caesidius an, der später, wie sein Vater, zusammen mit seinen Glaubensbrüdern Placidus und Eutychius während der römischen Verfolgungen den Märtyrertod erlitt. Die ursprüngliche Kirche wurde 936 bei einem ungarischen Überfall zerstört, aber das Gebäude wurde bald wieder aufgebaut. Das heutige Gebäude mit Merkmalen aus dem 13. Jahrhundert wurde auf den Überresten eines älteren Gebäudes errichtet, wovon die im Pfarrarchiv aufbewahrten Urkunden zeugen. In späteren Jahren nahm sie die Form einer echten Basilika an, und ihr Ruhm wuchs, da sie im 12. Jahrhundert in den päpstlichen Bullen von Papst Paschalis II. und Papst Clemens III. erwähnt wurde.
Ihre größte Ausdehnung erreichte die Basilika 1618, als auf Geheiß des Abtes Cicero De Blasis ein viertes Kirchenschiff hinzugefügt wurde, um das Fassungsvermögen zu erhöhen, zusätzlich zu den Seitenschiffen aus dem 13. Jahrhundert. Sie zeichnet sich durch das Vorhandensein von zwei Eingangstüren aus, einer für Männer und einer für Frauen. Obwohl die Basilika durch das Erdbeben von Avezzano 1915  beschädigt wurde, hat sie ihren Wert nicht verloren und wurde restauriert.

## Architektur
Das Gebäude hat einen unregelmäßigen rechteckigen Grundriss; die Giebelfassade ist sehr dürftig und weist ein halbrundes und zwei rechteckige Fenster auf. Auf der rechten Seite erhebt sich ein kompakter und imposanter Glockenturm mit viereckigem Grundriss und pyramidenförmiger Gestalt, der in zwei Etagen unterteilt ist. Die zweite Etage, die des Glockenturms, hat die Form eines Türmchens. Die Fassade wird auch durch ein kleines Portal bereichert, das im Laufe der Jahrhunderte in seiner mittelalterlichen Form erhalten geblieben ist und mit einer Abdeckung versehen ist. Auf der linken Seite der Basilika befinden sich eine Kapelle, das so genannte „Oratorium der Empfängnis“, und ein perfekt erhaltenes Portal aus dem 14. Jahrhundert, das so genannte „Männerportal“. Es ist auf drei Ebenen mit gedrehten Säulen gegliedert und wird von zwei Greifen und Blumendekorationen auf dem Marmor umgeben.

## Ausstattung
Das basilikale Innere der Kirche ist in drei Schiffe unterteilt, wobei der Grundriss aus dem 14. Jahrhundert erhalten geblieben ist. Der Ambo stammt aus dem 13. Jahrhundert, während die floralen Verzierungen an den offenen Dachstühlen barock sind. Bedeutend sind die Steinsäule und die Kapelle der Heiligen von Trasacco, in der ihre Reliquien aufbewahrt werden. In dem silbernen Reliquienschrein wird vor allem der so genannte „Arm des heiligen Caesidius“ aufbewahrt. Alle Reliquien werden mit Hingabe aufbewahrt und sind deutlich sichtbar präsentiert.
Im Oratorium befinden sich die Überreste der Grabmäler der Titecii, d. h. der gens Titecia, einer Familie, die in der Kaiserzeit an der Spitze der Verwaltung von Supinum stand. Dabei handelt es sich um die Überreste einer Gruppe von Grabplatten, die mit Friesen mit Wappen und militärischen Insignien verziert sind.